# SV Seligenporten
Spielverein Seligenporten e.V. é uma agremiação esportiva alemã, fundada a 23 de julho de 1949, sediada em Pyrbaum, na Baviera. O departamento de futebol faz parte de uma ampla gama de outros esportes, tais quais, jiu-jitsu, equitação, handebol e canto.

## História
O time de futebol conseguiu seu primeiro êxito na Média Francónia, quando ganhou a promoção para a Landesliga Bayern-Mitte (V), em 2004. A equipe desfrutou de uma ótima campanha na temporada 2006-07 na qual bateu o FC Augsburg II por 3 a 0, além de vencer por 1 a 0 o Würzburger FV na final da Copa da Baviera. O feito levou o clube a uma aparição na fase de abertura da DFB-Pokal, a Copa da Alemanha, na qual foi eliminado por 2 a 0 pelo Arminia Bielefeld.
Na temporada 2007-08, um segundo lugar na Landesliga permitiu ao clube subir para a Oberliga Bayern. Como a promoção, em 2004, terminou vice-campeão ao perder para o FSV Erlangen-Bruck.
O SVS experimentou uma temporada difícil em 2008-09 e teve de continuar sua luta na Bayernliga na pós-temporada, tendo terminado em igualdade de pontos com o Würzburger FV (14) e TSV Rain am Lech (16), exigindo assim confrontos com ambos como critério desempate. Depois de perder para o TSV por 5 a 1 e bater o Würzburg por 4 a 0, a equipe teve que enfrentar o Affing FC na fase de promoção/rebaixamento. Uma vitória por 3 a 0 sobre o FC Affing inseriu a equipe na final, na qual enfrentou o SpVgg Landshut e o venceu por 1 a 0, mantendo-se na Bayernliga.
No final da temporada 2011-12, conseguiu terminar entre os nove melhores da Bayernliga e, assim, diretamente se classificou para a nova camada quatro, a Regionalliga Bayern.

## Títulos

### Liga
- Landesliga Bayern-Mitte (V)
  - Vice-campeão: 2008;
- Bezirksoberliga Mittelfranken (VI)
  - Vice-campeão: 2004;
- Bezirksliga Mittelfranken-Süd (VII)
  - Campeão: 2001;

### Copas
- Bavarian Cup
  - Campeão: 2007;
- Mittelfranken Cup
  - Campeão: 2007;

## Cronologia recente
| Temporada | Divisão                       | Módulo | Posição |
| 1999–2000 | Bezirksliga Mittelfranken-Süd | VII    | 7°      |
| 2000–01   | Bezirksliga Mittelfranken-Süd | VII    | 1° ↑    |
| 2001–02   | Bezirksoberliga Mittelfranken | VI     | 13°     |
| 2002–03   | Bezirksoberliga Mittelfranken | VI     | 13°     |
| 2003–04   | Bezirksoberliga Mittelfranken | VI     | 2° ↑    |
| 2004–05   | Landesliga Bayern-Mitte       | V      | 6°      |
| 2005–06   | Landesliga Bayern-Mitte       | V      | 6°      |
| 2006–07   | Landesliga Bayern-Mitte       | V      | 4°      |
| 2007–08   | Landesliga Bayern-Mitte       | V      | 2° ↑    |
| 2008–09   | Bayernliga                    | V      | 15°     |
| 2009–10   | Bayernliga                    | V      | 6°      |
| 2010-11   | Bayernliga                    | V      | 6°      |
| 2011–12   | Bayernliga                    | V      | 6° ↑    |
| 2012–13   | Regionalliga Bayern           | IV     | °       |

## Retrospecto na Copa da Alemanha
| Temporada | Fase          | Data                | Casa             | Fora              | Resultado |       |
| 2007–08   | Primeira fase | 5 de agosto de 2007 | SV Seligenporten | Arminia Bielefeld | 0 a 2     | 3.500 |

Fonte:«DFB-Pokal (em alemão)». Weltfussball.de. Consultado em 14 de junho de 2009

## Fonte
- Vereinslexikon, Hardy Grüne, AGON, 2001, Seite 215, ISBN 3-89784-147-9